# 顏胤紹
颜胤绍（？—1643年），字永允，號赓明，山東曲阜縣龙湾村（今姚村鎮河口村）人，明末政治人物，崇禎辛未進士，官至河間府知府。崇禎十五年底（1643年初）清軍入塞破城，顏胤紹自焚殉國。

## 生平
顏子第六十五代孙。崇祯三年（1630年）以四氏學中式山東鄉試庚午科舉人，崇禎四年（1631年）聯登辛未科進士，都察院观政。崇禎五年（1632年）授知南直隸凤阳县，七年调任江都縣。崇禎十年（1637年）贬北直隸广平府经历，崇禎十一年升邯郸縣知县，十三年迁真定府同知。崇禎十五年（1642年）擢河间府知府。同年闰十一月，清軍圍河间府。與參議趙珽、同知姚汝明、知縣陳三接等人堅守。颜胤绍知道城門必破，於是在城陷之前，舉火焚官舍，衣冠北向再拜，然後躍入火中自焚死。

## 家族
有子颜伯璟、顏伯玠、顏伯珣，孫顏光猷、顏光敏、顏光斆。